# Handball-Oberliga Baden-Württemberg der Männer 2004/05
Die Handball-Oberliga Baden-Württemberg 2004/05 wurde unter dem Dach der Handballverbände Baden, Südbaden sowie  Württemberg organisiert. Sie ist die höchste Spielklasse des Verbundes und war unterhalb der Regionalliga als vierthöchste Spielklasse im deutschen Ligensystem eingestuft.

## Saisonverlauf
Die Handball-Oberliga Baden-Württemberg 2004/05 war die fünfte Ausspielung dieser Handballliga.

### Modus
Sechzehn Mannschaften spielten eine Vor- und Rückrunde. Nach Abschluss der daraus resultierenden Spieltage sind der Meister und die Plätze zwei und drei in die Regionalliga Süd aufgestiegen. Drei Mannschaften mussten in die vom Badischen-, Südbadischen- und Württembergischen-Handballverband organisierten Ligen absteigen.

## Teilnehmer
Nicht mehr dabei waren die Auf- und Absteiger der Vorsaison. Neu hinzukamen die Absteiger (A) der Regionalliga Süd und die Aufsteiger (N) aus den Verbandsligen.

Handballverband Baden

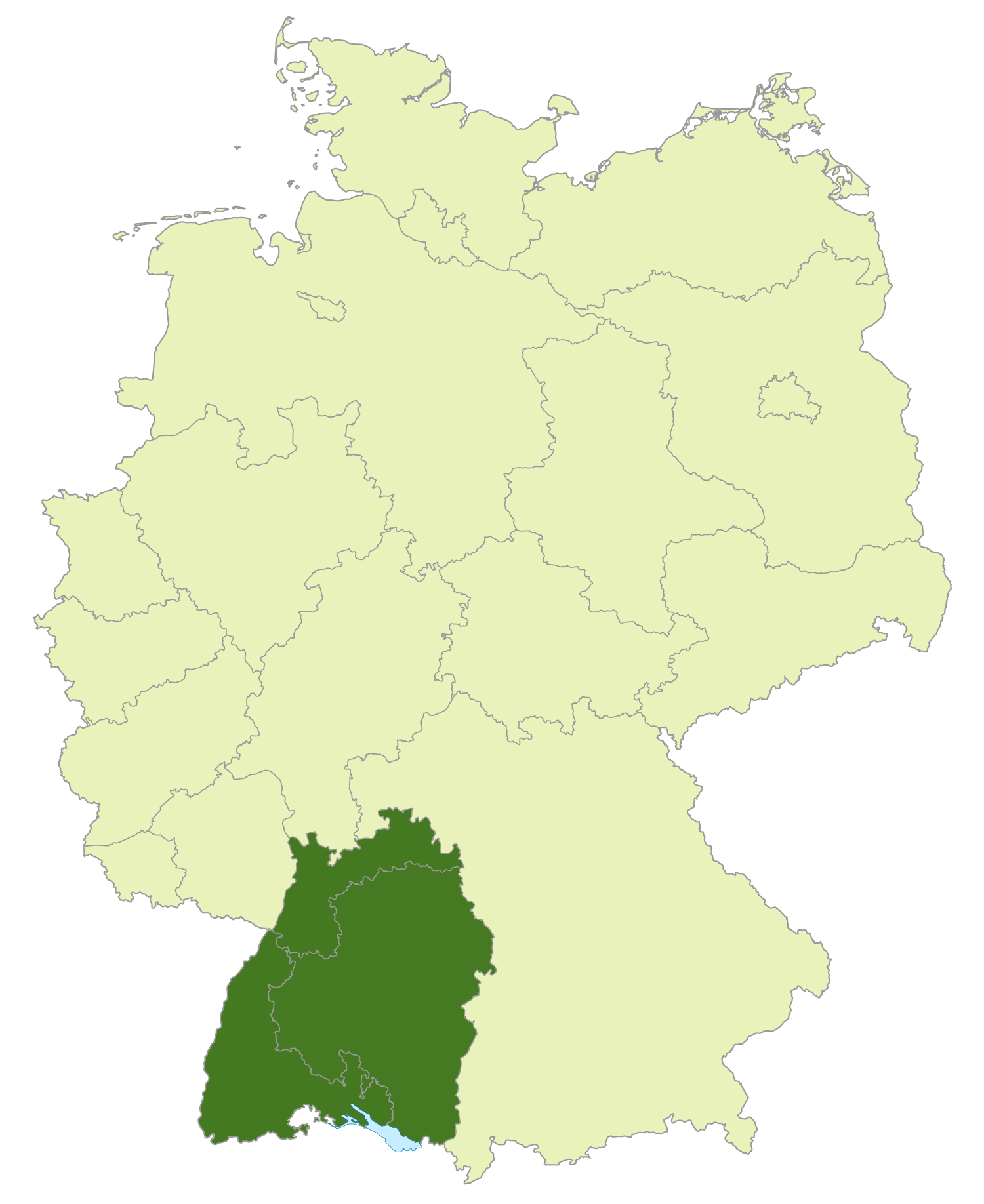
Bereich Handball-Oberliga
Baden-Württemberg

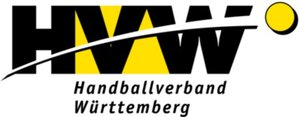
Handballverband Württemberg

### Abschlussplatzierungen
|  1. TSG Söflingen (N)  2. TSV Neuhausen/Filder  3. TSV Altensteig - 4. HSG Langenau/Elchingen (A) - 5. SG Heddesheim (A) - 6. SV Fellbach (A) - 7. HBW Balingen-Weilstetten II - 8. BSV Phönix Sinzheim - 9. SG Heidelsheim/Helmsheim (N) - 10 HG Königshofen/Sachsenflur - 11 TuS Schutterwald - 12 TSV Birkenau - 13. DJK Singen (N)  14 TSV Bad Saulgau  15. SKV Oberstenfeld  16. SV Remshalden |

(A) = Absteiger aus der Regionalliga Süd (N) = neu in der Liga (R) = Rückzug
  Meister und Aufsteiger zur Regionalliga Süd 20005/06
  Aufsteiger zur Regionalliga Süd 20005/06
- Für die Oberliga 20005/06 qualifiziert